# Schübelbach
Schübelbach är en ort och kommun i distriktet March i kantonen Schwyz, Schweiz. Kommunen har 9 623 invånare (2023).
I kommunen finns även orten Buttikon och en del av orten Siebnen.